# Chilecryptus rhopalum
Chilecryptus rhopalum är en stekelart som först beskrevs av Porter 1967.  Chilecryptus rhopalum ingår i släktet Chilecryptus och familjen brokparasitsteklar. Inga underarter finns listade i Catalogue of Life.